# یانوش اورانی
یانوش اورانی (انگلیسی: János Urányi; ۲۴ ژوئن ۱۹۲۴ – ۲۳ مهٔ ۱۹۶۴) قایقران کانو اهل مجارستان بود.